# Chieri '76 Volleyball
Maillots
Le Chieri '76 Volleyball est un club italien de volley-ball féminin basé à Chieri, dans la ville métropolitaine de Turin, elle-même issue de la région du Piémont. Fondé en 2009, il évolue dans le Championnat professionnel de Serie A1 depuis la saison 2018-2019.

## Noms précédents
En raison de contrats de sponsoring, le club a concouru sous les noms suivants :
- Chieri '76 Carol's (2009–2010)
- Familia Habimat Chieri (2010–2012)
- Fenera Chieri (2013–2018)
- Reale Mutua Fenera Chieri (2018–)

## Histoire
Le club naît officiellement le 14 mai 2009 sous le nom de Chieri '76 Carol's. Ce dernier indique d'une part le nom et la date de fondation d'un autre club chieresi aujourd'hui disparue : le Chieri Torino Volley Club et d'autre part, la dénomination Carol's provient de l'achat du titre sportif par le club de l'ancien Carol's Volley, lui permettant de disputer le Championnat italien de Serie B2 (4e division nationale). Après deux années d'adaptation à ce niveau, le club parvient à monter en Serie B1 à la fin de saison 2010-2011 grâce à sa victoire lors des barrages d'accession.
L'équipe dispute ensuite 4 saisons dans cette division parvenant en finale des playoffs lors sa 4e année et battue par Polisportiva San Giorgio. Malgré la défaite, le club est promu en Serie A2 — pour la saison 2015-2016 — grâce à un repêchage.

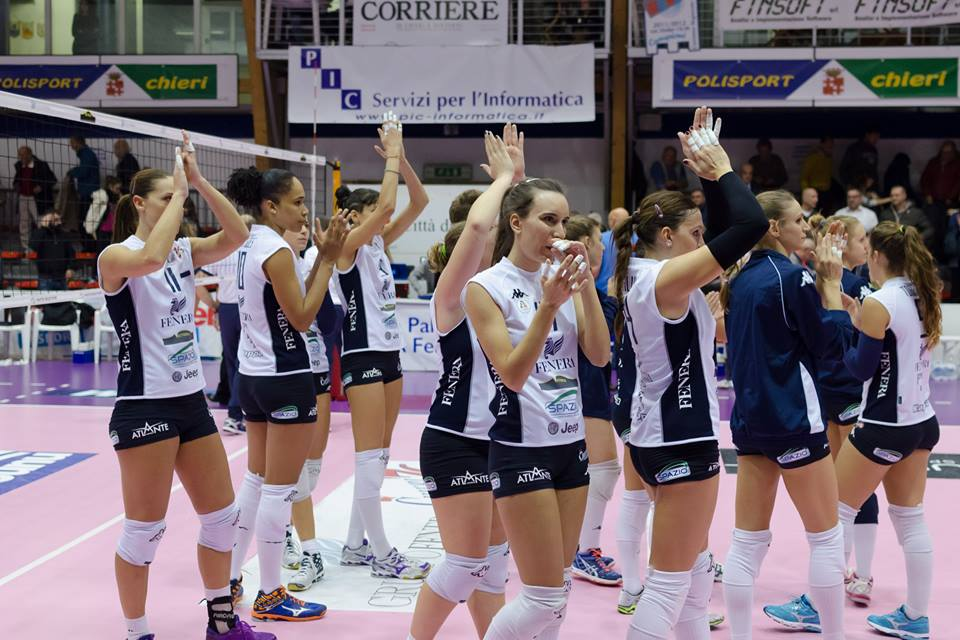
Chieri '76 en Serie A2 lors de la saison 2015-2016.

Peu après, le club est contraint — sous la pression des autres équipes — à changer sa dénomination et se renomme Chieri '76 Volleyball le 28 septembre 2015.
Trois ans plus tard, les Piémontaises accèdent pour la première fois à l'élite du volley-ball féminin italien, après seulement neuf années d'existence, en finissant la saison à la deuxième place des barrages. À l'issue de sa première année historique en Serie A1, l'équipe se retrouve reléguée, terminant à la 12e place du championnat, avant d'être maintenue grâce à un repêchage. Lors de l'exercice suivant, Chieri '76 se qualifie pour la première fois pour la Coupe d'Italie, voyant son parcours aller jusqu'aux quarts de finale de la compétition. Lors de la saison 2020-2021, l'équipe fait ses débuts en Supercoupe nationale et accède pour la première fois aux playoffs du championnat; éliminées dans les deux cas en quarts de finale.
Le 23 mars 2023, le club remporte la Challenge Cup après sa victoire lors du match retour de la finale face au club roumain du CSM Lugoj.
Le 20 mars 2024, Chieri remporte son 3e trophée européen en s'imposant (3-0 ; 3-1) en finale de la Coupe de la CEV face au club suisse de Neuchâtel UC.
Le 11 mars 2025, le club s'incline en finale de la Challenge Cup après sa défaite lors du match retour face au Rome Volley Club.

## Palmarès
- Coupe de la CEV (1) : 
  - Vainqueur en 2024.

- Challenge Cup (1) :
  - Vainqueur en 2023.
  - Finaliste en 2025.

- Coupe de la WEVZA (1) :
  - Vainqueur en 2022 (it).

## Effectifs

### Saison 2024-2025
| No | Nom                     | Date de Naissance | Taille (cm) | Poste                     |
| -- | ----------------------- | ----------------- | ----------- | ------------------------- |
| 2  | Martina Bednarek1       | 21 juillet 2006   | 187         | Réceptionneuse-attaquante |
| 5  | Ilaria Spirito          | 20 février 1994   | 174         | Libéro                    |
| 6  | Avery Skinner           | 25 avril 1999     | 186         | Réceptionneuse-attaquante |
| 7  | Anastasia Lyashko       | 17 février 2005   | 198         | Centrale                  |
| 9  | Sara Alberti (it)       | 3 janvier 1993    | 185         | Centrale                  |
| 10 | Sarah van Aalen         | 21 janvier 2000   | 186         | Passeuse                  |
| 11 | Martha Anthouli (en)    | 13 août 2004      | 204         | Pointue                   |
| 12 | Anne Buijs              | 2 décembre 1991   | 191         | Réceptionneuse-attaquante |
| 13 | Lucille Gicquel         | 13 novembre 1997  | 189         | Pointue                   |
| 14 | Elena Rolando (it)      | 16 juillet 1999   | 165         | Libéro                    |
| 15 | Federica Carletti (it)  | 14 mars 2000      | 184         | Réceptionneuse-attaquante |
| 16 | Katerina Zakchaiou (en) | 26 juillet 1998   | 192         | Centrale                  |
| 17 | Anna Gray (it)          | 15 novembre 1996  | 187         | Centrale                  |
| 21 | Loveth Omoruyi          | 25 août 2002      | 184         | Réceptionneuse-attaquante |
| 22 | Gaia Guiducci (it)      | 9 mars 2002       | 178         | Passeuse                  |

Entraîneur :  Giulio Bregoli

Entraîneurs adjoints :  Marco Rostagno,  Mattia Cozzi,  Juan Diego García Díaz

Manager général :  Valentina Torrese
1 joueuse ayant rejoint le club début janvier 2025.